# あいうえラジお
『あいうえラジお』は、2016年1月3日から青森放送ラジオで放送されている教養番組である。

## 概要
パーソナリティは青森放送アナウンサーの綱川和夫（2017年3月まで）→鮫島大史（2017年4月より）と米澤章子。彼らが青森放送運営のRABアナウンスセミナーに関する情報を伝えたり、リスナーに「気になることばのワンポイントアドバイス」をしたりしている。また、ラジオ放送の舞台裏や自分たちの仕事上での失敗談も話題にしている。
本番組開始に伴い、『まるごと歌謡曲!』は放送時間を15分短縮した（2019年秋改編で火曜21時台に移動した際、15分拡大）。また2019年度上半期までは『伊奈かっぺい・旅の空うわの空』『まるごと歌謡曲!』と共に、年度上半期と年度下半期とで放送時間を往復させていた。

## 放送時間
いずれも日本標準時。
- 月曜 21:30 - 21:45 （2019年9月30日 - ）

### 2019年度上半期まで
年度下半期
- 日曜 18:45 - 19:00（2016年1月3日 - 2016年3月27日[1]、2016年度 - 2018年度）

年度上半期
- 月曜 21:15 - 21:30（2016年3月28日 - [1]）